# Списак партизанских одреда из Македоније
Партизански одреди формирани на територији Македоније били су део Народноослободилачке војске и партизанских одреда Југославије, који су се током Народноослободилачког рата, од јула 1941. до маја 1945. године, борили против окупатора и његових сарадника. Њима је командовао Главни штаб НОВ и ПО Македоније, а по потреби и Врховни штаб НОВ и ПОЈ.
Први партизански одреди на територији Македоније били су Скопски, Прилепски, Козјачки и Карадачки партизански одред, формирани од краја јула и до почетка октобра 1941. године. У почетку су били сачињени углавном од чланова КПЈ и СКОЈ-а или њихових симпатизера. Број одреда и бораца у њима порастао је након масовнијег ширења Народноослободилачке борбе од 1942. године. На војно-политичком саветовању у Столицама, одржаном септембра 1941. године, руководство Народноослободилачког покрета је јасно дефинисало организацију партизанских одреда.
У току Народноослободилачког рата на територији Македоније формирано је преко двадесет партизанских одреда. Након доласка опуномоћеног делегата ЦК КПЈ и Врховног штаба НОВЈ Светозара Вукмановића Темпа у Македонију почетком 1943. године, Народноослободилачки покрет је постао организованији и масовнији, што је узроковало и пораст оснивања одреда.
После ослобођења Македоније, крајем 1944. године, партизански одреди су расформирани, а њихово људство је или упућивано у састав других јединица НОВЈ или КНОЈ-а или демобилисано.

## Списак партизанских одреда у Македонији
| одред                                        | датум формирања           | место формирања                          | командант                           | политички комесар                      |
| -------------------------------------------- | ------------------------- | ---------------------------------------- | ----------------------------------- | -------------------------------------- |
| Битољски одред „Јане Сандански”              | 8. септембар 1942.        | Лавци                                    | Ђоре Велковски                      | Ванчо Пркев нх                         |
| Битољски одред „Пелистер”                    | 22. април 1942.           | Лавци                                    | Ђорђе Наумов                        | Таки Даскало                           |
| Битољски одред „Гоце Делчев”                 | 22. мај 1943.             | село Прекопане, Костур                   |                                     |                                        |
| Битољско-преспански одред „Даме Груев”       | 6. јул 1942.              | рејон Златара, планина Бигла             | Ђоре Велковски                      | Јосиф Јосифовски Свештарот, нх         |
| Брегалнички одред „Гоце Делчев”              | 21. мај 1943.             | рејон Плачковице                         |                                     | Тодор Арсов                            |
| Велешки одред „Димитар Влахов”               | септембар 1942.           | Габровник, код Велеса                    | Борис Таневски, Мице Козароски      | Димче Мирчев, Трајко Бошкоски — Тарцан |
| Велешки одред „Пере Тошев”                   | друга половина маја 1942. | планина Лисича, код Велеса               | Мице Козароски                      | Димко Митрев                           |
| Велешко-прилепски одред „Трајче Петкановски” | 23. април 1944.           | близина Велеса                           | Стојан Ивановски, Тодор Димовски    | Боро Мокров                            |
| Одред „Дримкол”                              | август 1943.              | планина Славеј                           |                                     |                                        |
| Ђевђелијски одред „Сава Михајлов”            | прва половина маја 1943.  | планина Кожуф                            |                                     |                                        |
| Кичевски одред „Козјак”                      | 25. април 1943.           | планина Бистра                           |                                     |                                        |
| Други кичевски одред                         | 16. јун 1943.             | Кичево                                   |                                     |                                        |
| Трећи кичевски одред                         | лето 1944.                |                                          |                                     |                                        |
| Кичевско-мавровски одред                     | 21. мај 1943.             | рејонКичева                              | Иван Дојчинов                       | Мино Богданов                          |
| Копачки одред                                | средина септембра 1943.   | између Кичева и Извора                   |                                     |                                        |
| Крушевски одред „Питу Гули”                  | 16. април 1942.           | Грујева нива, планина Осој               | Мише Ивановски                      | Наум Наумовски, нх                     |
| Козјачки одред                               | 12. октобар 1941.         | рејон Куманова                           | Љубомир Здравковски — Гачо          | Киро Нацев — Фетак                     |
| Кумановски одред                             | 26. јуни 1943.            | рејон Куманова                           | Борис Поцков                        | Благоја Стефков                        |
| Карадачки одред                              | 12. октобар 1941.         | рејон Куманова                           | Боро Менков                         | Перо Георгиевски — Чичо                |
| Одред „Малесија”                             | 23. септембар 1943.       | Малесија                                 | Вељо Барутчијевски                  | Ацо Ивановски                          |
| Малешевски одред                             | 25. август 1944.          | планина Плачковица                       |                                     |                                        |
| Мавровски одред „Кораб”                      | 30. септембар 1942.       | рејон Маврова                            |                                     |                                        |
| Маријовски одред                             | јун 1944.                 | рејон Маријова                           |                                     |                                        |
| Поречки одред                                | јун 1944.                 | Порече                                   | Никола Макеларски                   | Бранислав Шикић                        |
| Прилепски одред „Гоце Делчев”                | 11. октобар 1941.         | рејон Прилепа                            |                                     | Трајко Бошковски                       |
| Прилепски одред „Ђорче Петров”               | 21. септембар 1942.       | рејон Габровника                         |                                     |                                        |
| Скопски одред                                | 22. август 1941.          | Скопска Црна гора                        | Чедомир Миленковић, Љубомир Лековић | Даме Крапчев                           |
| Одред „Славеј”                               | почетак септембра 1943.   | планина Славеј                           |                                     |                                        |
| Струмички одред                              | 18. август 1944.          | планина Плачковица                       |                                     |                                        |
| Струмичко-ђевђелијски одред                  | 12. април 1944.           | село Тресино (Ормио), Егејска Македонија |                                     |                                        |
| Тиквешки одред „Добри Даскалов”              | 3. мај 1943.              | планина Вишешница, код Кавадараца        |                                     |                                        |
| Шиптарски одред                              | јул 1943.                 | планина Стогово                          |                                     |                                        |